# Чеські хорвати

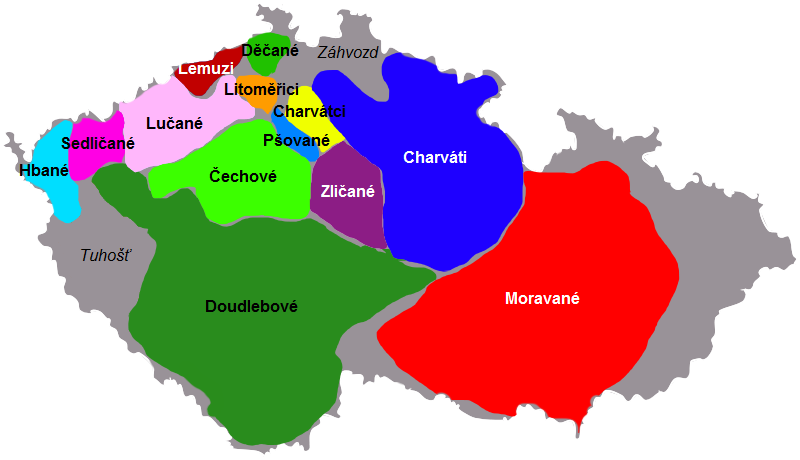
Чеські хорвати — хорвати на карті

Чеські хорвати — західнослов'янське плем'я, яке проживало на тетиторії сучасної Чехії. Описані у Празькому документі 1036 року, де записані кордони Празької єпархії 973 року. Їх сусідами були племена гбани, дуліби і моравани. Чеські хорвати — це східні хорвати, їх ще називають «чорні хорвати». Проживали вони в районі Карконоші. Сілезькі хорвати — це західні хорвати, хорватці. Між собою вони розділені Судетськими горами.